# Asphondylia murrayae
Asphondylia murrayae är en tvåvingeart som beskrevs av Grover och Jaiswal 1993. Asphondylia murrayae ingår i släktet Asphondylia och familjen gallmyggor. Inga underarter finns listade i Catalogue of Life.